# Byzantinischer Kalender

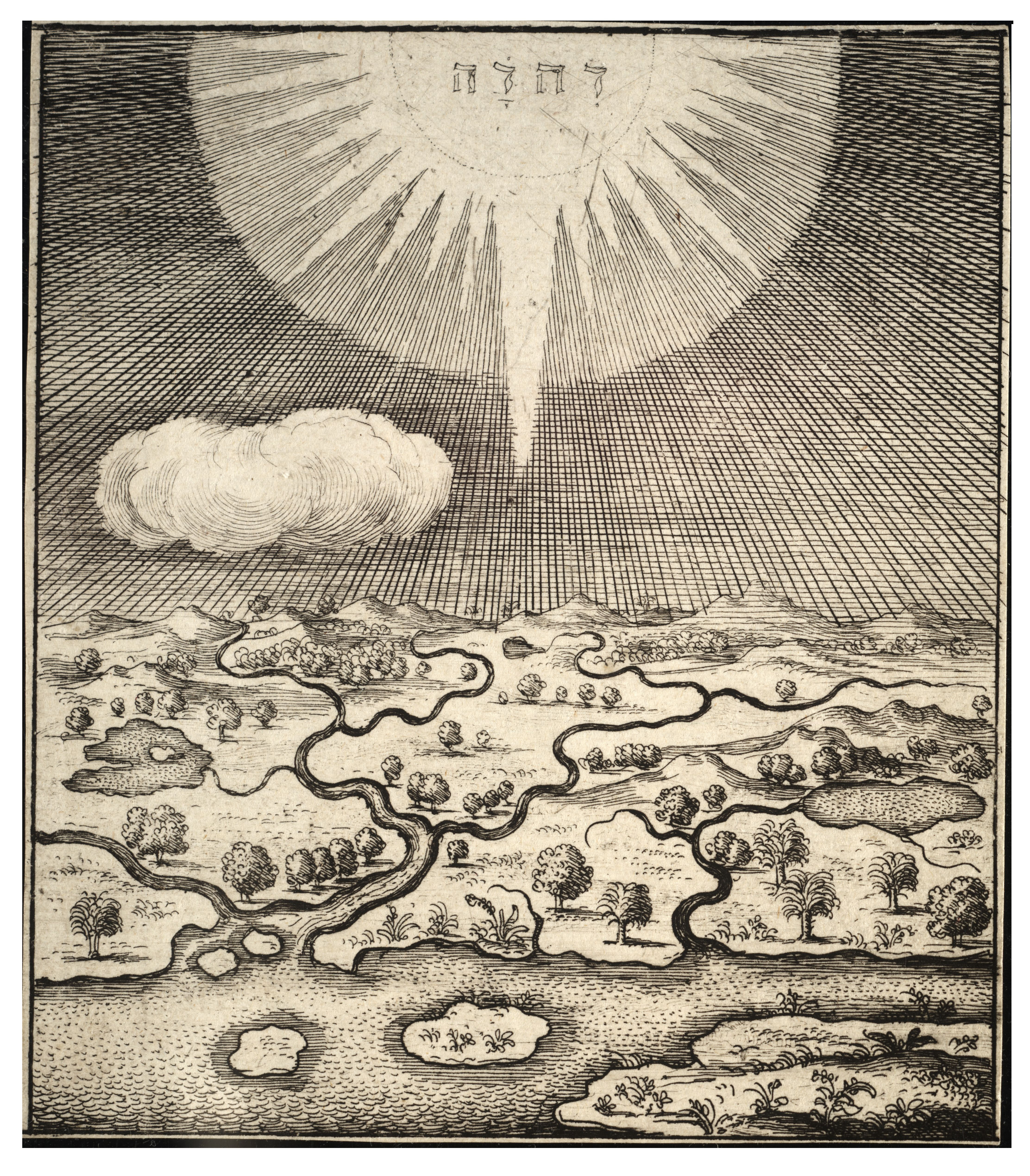

Das byzantinische Kalendersystem, auch bekannt als Zeitalter der Erschaffung der Welt (altgriechisch: Ἔτη Γενέσεως Κόσμου κατὰ Ῥωμαίους" bzw. "Ἔτος Κόσμου") war zunächst der von der orthodoxen Kirche des Ökumenischen Patriarchats von 691 bis 1728 verwendete Kalender, bevor er um 988 bis zum Fall von Konstantinopel im Jahr 1453 zum offiziellen Kalender des Byzantinischen Reiches bestimmt wurde.
Der Kalender basierte auf dem System des Julianischen Kalenders, wobei das Jahr nach dem byzantinischen Kalender am 1. September begann. Die Nummerierung erfolgte nach dem Zeitalter der Weltschöpfung (lateinisch: Anno Mundi bzw. Ab Origine Mundi, abgekürzt AM) gemäß der sogenannten „Septuaginta“-Version der Bibel, für die die Welt 5509 Jahre vor der Geburt Jesu Christi erschaffen worden ist.
Das Jahr 1, das die Erschaffung der Welt markiert, wäre demnach vom 1. September 5509 v. Chr. bis zum 31. August 5508 v. Chr. des proleptischen julianischen Kalenders gewesen.

## Geschichte

### Frühes Christentum

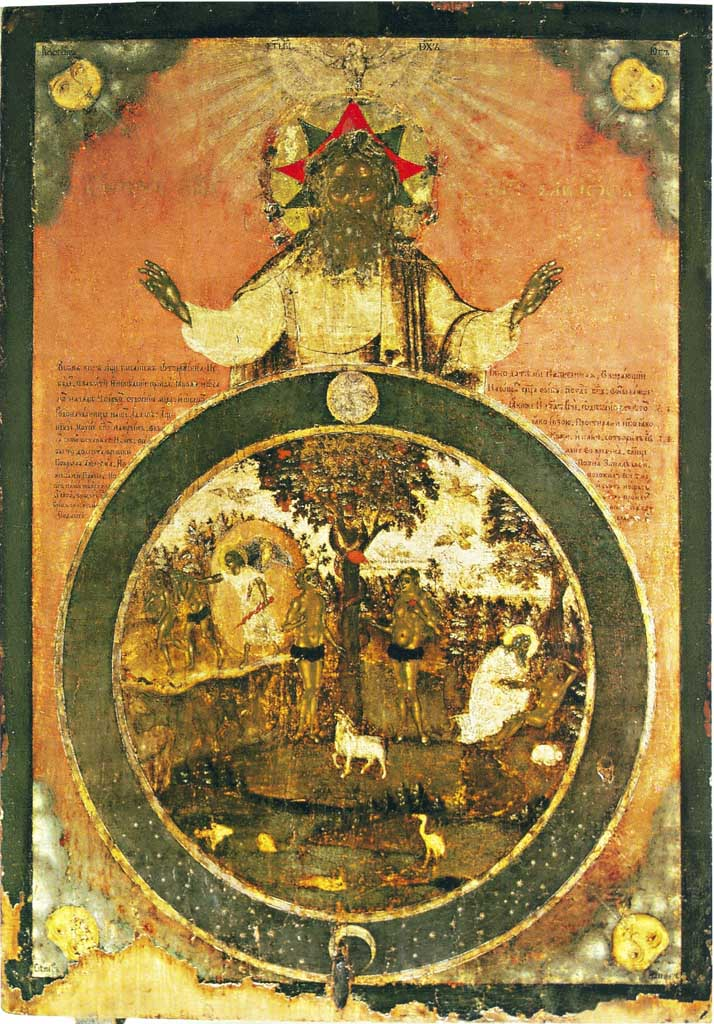
Erschaffung von Adam and Eva (Russland, 18. Jhd.)

Da die Methoden, mit denen die Griechen und Römer die Zeit berechneten, auf heidnischen Praktiken und Bräuchen beruhten, übernahmen die frühen Christen schon früh die jüdische Gewohnheit, die Jahre ab der Erschaffung der Welt zu datieren. Das biblische Modell datiert die Erschaffung der Welt auf ca. 5500 v. Chr. oder 4000 v. Chr., je nach der Berechnung der Genealogie, die sich im Buch Genesis, dem ersten Buch der Bibel, findet. Das älteste Modell, das auf die „alexandrinische Ära“ (siehe unten) zurückgeht, basiert auf der Version der Septuaginta. Jüngere Daten basieren auf Erzbischof James Ussher, Primas der Kirche von Irland von 1625 bis 1656 und dem Hebräischen Kalender

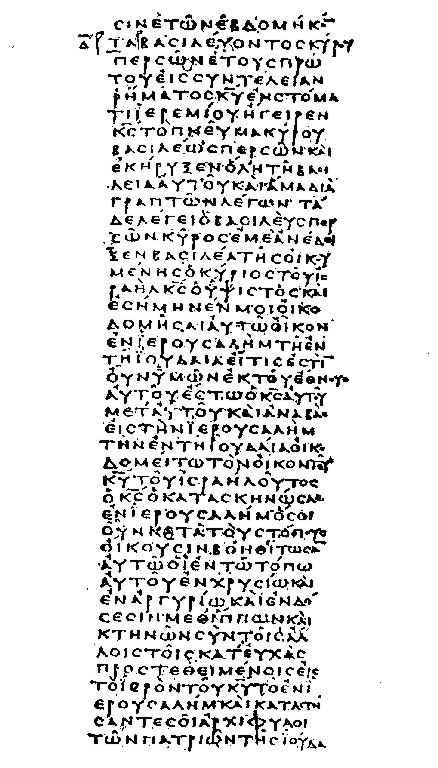
Fragment der Septuaginta-Version der Bibel, Buch Esther, nach dem Codex Vaticanus.

Die ersten Erwähnungen des Weltalters in christlichen Texten finden sich bei Theophilus, dem sechsten Bischof von Antiochien, (115–181) in seiner apologetischen Abhandlung Traktat an Autolycus, sowie bei Sextus Julius Africanus (160/180–240 ), der eine Chronologie der Weltgeschichte von der biblischen Schöpfung bis zu seiner Zeit verfasste. Diese beiden christlichen Autoren, die sich auf die Septuaginta-Version des Alten Testaments stützten, schätzten, dass die Welt bei Christi Geburt etwa  5530 Jahre alt wäre. Verschiedene Kirchenväter, wie Tatian der Syrer (geb. ca. 110–120), Clemens von Alexandria (ca. 150 – ca. 215), Hippolyt von Rom (170–235), Eusebius von Caesarea (ca. 265–339) verwiesen auf die Schriften hellenistischer Autoren, die sich mit der Datierung verschiedener in der Bibel erwähnter Ereignisse befasst hatten.

### Alexandrinische Ära
Nach den Arbeiten von Hippolyt von Rom und Clemens von Alexandria gilt die „alexandrinische Ära“ als Vorläufer der „byzantinischen Ära“.  Diese setzte die Erschaffung der Welt auf den 25. März 5493 v. Chr.
Der ägyptische Mönch Panodoros, der um das Jahr 400 lebte, berechnete, dass 5905 Jahre zwischen der Erschaffung Adams und dem Jahr 412 vergangen waren. Die Berechnung dieser Jahre begann mit dem 29. August (im julianischen Kalender), der dem 1. Thot (dem ersten Monat des alexandrinischen Kalenders), entspricht.
Annanios von Alexandria kritisierte diese Berechnung jedoch, da sie sich zu sehr auf heidnische statt auf biblische Quellen stützte. Er entwickelte daher seine eigene Chronologie, die die Schöpfung auf den 25. März 5492 v. Chr. setzte. In diesem System fielen drei der wichtigsten Daten des Christentums auf den 25. März: die Erschaffung der Welt, die Verkündung der Geburt Jesu Christi und seine Auferstehung.
Die alexandrinische Ära wurde von mehreren Kirchenvätern wie Maximus der Bekenner, Theophanes der Bekenner sowie von Chronisten wie Georg der Synkrele übernommen. Die dahintersteckende Symbolik fand zu dieser Zeit sowohl Bewunderung als auch Kritik:
Das Datum der Auferstehung, wie es durch die Zählung des Osterdatums festgelegt wurde stimmt nicht mit dem Kalender der Mondzyklen überein, da es in den Aufzeichnungen noch nie vorgekommen war, dass der erste Vollmond im Frühling mit dem traditionellen Datum der Passion (25. März) zusammenfiel und auf einen Freitag fiel. Auch hinsichtlich der Kreuzigung gab es einen Widerspruch zum Johannesevangelium, das diese auf den Freitag des jüdischen Passahfestes legt.

### Das Weltzeitalter, die Indiktion und dasChronicon Paschale

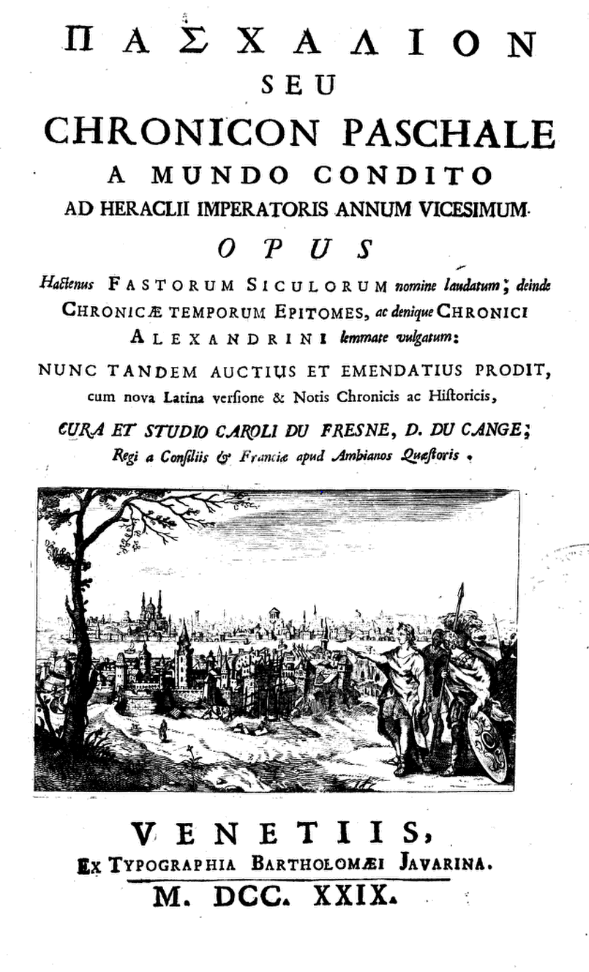
Exemplar des Chronicon Paschale, venezianische Ausgabe von 1729

Es ist nicht bekannt, wer den Ausdruck „Weltalter“ (Ἔτος Κόσμου) schuf, und wann er entstand. Zum ersten Mal tauchte er um 638/639 in einer Abhandlung auf, die von Mönch und Priester Georg verfasst wurde. Für ihn hatte das byzantinische Kalendersystem den Vorteil, dass es sowohl den Beginn des astronomischen Mond- und Sonnenzyklus als auch die „Indiktion“, das in Byzanz geltende Datierungssystem, beinhaltete. Zudem war der Mönch der Ansicht, dass es die Bestimmung des Osterdatums erleichterte.
Die römische Indiktion – vom lateinischen indictio, „Ankündigung“ – war ursprünglich eine Naturalbesteuerung, die im späten dritten Jahrhundert auf einer Steuerschätzung beruhte, die alle fünf Jahre überprüft werden sollte. Ab 312 n. Chr. legte Kaiser Konstantin I. diesen Zeitraum auf 15 Jahre fest und machte die Angabe des Jahres der Indikation, d. h. der Ordnungszahl des Jahres im Zyklus, zur Pflicht. Durch eine Bedeutungsverschiebung hörte das Wort „Indiktion“ somit auf, die Steuer selbst zu bezeichnen und bedeutete stattdessen einen Zeitraum von 15 Jahren. Der erste Tag des Jahres begann damals am 23. September, dem Geburtstag des Kaisers Augustus. In der zweiten Hälfte des 5. Jahrhunderts wurde dieses Datum schließlich auf den 1. September verlegt und blieb danach während der gesamten Lebensdauer des Kaiserreichs so. Im Jahr 537 verfügte Kaiser Justinian I. in seinem Edikt 47, dass alle offiziellen Daten den Hinweis auf die Indiktion enthalten sollten.
Die Jahre wurden so in jedem Indexzyklus von 1 bis 15 nummeriert; die Zyklen selbst waren jedoch nicht nummeriert, sodass ausschließlich im laufenden Zyklus datiert werden konnte.
Eine Variation des Weltzeitalters wurde im Chronicon Paschalis angedeutet, einer byzantinischen Chronik der Weltgeschichte, die ein auf dem Osterzyklus basierendes Chronologiesystem verwendet. Sie wurde um das Jahr 630 von einem Vertreter der Tradition aus Antiochia erstellt. Diese Chronologie basiert auf den wichtigsten Personen der Bibel; sie beginnt am 21. März 5507 v. Chr. und reicht bis zur Herrschaft von Heraklius
Mit einigen Änderungen (16 Jahre Unterschied zur alexandrinischen Ära und 2 Jahre zum Chronicon Pascale) wurde das Datierungssystem der byzantinischen Ära ab der zweiten Hälfte des 7. Jahrhunderts festgelegt und wurde vor allem in Westeuropa genutzt. Die Zeitrechnung wird in den Erlassen byzantinischer Kaiser aus den Jahren 947, 962 und 964 erwähnt. Sie wurde ab Basilius II. im Jahr 988 offiziell und verbreitete sich im gesamten Oströmischen Reich. Die byzantinische Ära begann somit am 1. September und setzte die Erschaffung der Welt auf das Jahr 5509 v. Chr. fest.
Während beide Systeme mit der Erschaffung der Welt beginnen, unterschied sich der byzantinische Kalender zu dem julianischen Kalender, der von Julius Cäsar im Jahr 46 v. Chr. eingeführt wurde, in den folgenden Punkten:
- Die Namen der Monate wurden vom Lateinischen ins Griechische übersetzt.
- Der erste Tag des Jahres war der 1. September, so dass das Kalenderjahr und das religiöse Jahr vom 1. September bis zum 31. August dauerten.
- Die Daten wurden, statt sich auf die Kalenden, Nonen und Iden der Monate nach römischer Art zu beziehen, vom 1. des Monats an nach griechischer Art nummeriert.
- Das erste Jahr war im byzantinischen Kalender das Jahr der Schöpfung und nicht das Jahr der Gründung Roms; außerdem ersetzte die Nummerierung nach den Indexjahren die Nennung der amtierenden Konsuln.

Der Schalttag des byzantinischen Kalenders ergab sich auf die gleiche Weise wie in der ursprünglichen Version des julianischen Kalenders, indem man den sechsten Tag vor den Kalenden im März, d. h. den 24. Februar, verdoppelte (im Spätmittelalter wurde dann der 29. Februar zum festen Datum).
Was zum byzantinischen Weltzeitalter geworden war, wurde in der orthodoxen Welt später nach und nach durch das christliche Zeitalter ersetzt werden, zunächst durch Patriarch Theophanes im Jahr 1597, dann durch Patriarch Kyrill Lukaris im Jahr 1626, bevor es 1728 formell von der Kirche angenommen wurde.
Als die Kiewer Rus’ unter dem Einfluss von Byzanz zum Christentum konvertierte, übernahmen sie den orthodoxen Kalender der byzantinischen Ära, der ins Kirchenslawische übersetzt wurde. Nach dem Fall des Byzantinischen Reiches im Jahr 1453 n. Chr. wurde er bis 1700 n. Chr. weiter verwendet, als Peter der Große den julianischen Kalender übernahm. Dieser ordnete an, dass der 1. Januar 7208 „seit der Erschaffung der Welt“ als 1. Januar 1700 des Julianischen Kalenders gelten sollte und dass das Kalenderjahr an diesem Tag beginnen sollte, anstatt am 1. März.

## Verwendung durch byzantinische Autoren
Ab 537 und damit ab dem Edikt Justinians, die Indiktion in die Datumsangaben auf offiziellen Dokumenten aufzunehmen, wurde es wichtig, sowohl das Datum der Erschaffung der Welt als auch das Jahr der Indiktion zu erwähnen. So findet man in den Akten des Quinisextkonzils, das 692 in Konstantinopel unter Justinian II. abgehalten wurde:

„[...] Vom fünfzehnten Tag des vergangenen Januars an, in der vierten Indikation, im Jahr Sechstausend-Hundertvierundneunzig“

Im 10. Jahrhundert wurde die byzantinische Ära besonders in Novellen oder kaiserlichen Edikten aus den Jahren 947, 962, 964 und 988 sowie in den Akten des Patriarchen Nikolaos II. Chrysoberges im Jahr 987 erwähnt.
Im folgenden Jahrhundert verwendete Johannes Skylitzes (um 1040–1118) dieses Datierungssystem häufig in seinem Werk Synopsis Historiarum (griechisch: Σύνοψις ἱστοριῶν), einer Chronik, die den Zeitraum von 811 bis 1057 (amorianische und mazedonische Dynastien) abdeckt. Damit bezieht er sich auf einen der Feldzüge von Basilius II:

„Im Jahr 6508 [unser Jahr 1000], in der dreizehnten Indiktion, schickte der Kaiser eine mächtige Armee gegen die befestigten Stellungen der Bulgaren in den entferntesten Teilen des Balkangebirges.“

Skylitzes bezieht sich hier auf das dreizehnte Jahr eines Steuerzyklus von 15 Jahren, der am 1. September 6495 AM begonnen hat.
Niketas Choniates (um 1155–1217), der den Fall von Konstantinopel beschreibt legt das Datum auf diese Weise fest:

„Die Königin der Städte (Konstantinopel) fiel in die Hände der Lateiner am zwölften Tag des Monats April der siebten Indiktion des Jahres 6712 [also 1204 n. Chr.]“

## Uhrzeiten und Tage
Gemäß dem alten römischen Brauch war der byzantinische Tag in zwei Zyklen von je zwölf Stunden unterteilt, die mit dem Sonnenuntergang und dem Sonnenaufgang begannen und endeten. Die erste Stunde des Tages (hemera) begann somit mit dem Sonnenaufgang, die dritte Stunde entsprach der Mitte des Vormittags, die sechste Stunde dem Mittag und die neunte Stunde der Mitte des Nachmittags. Der Abend (hespera) oder die elfte Stunde begann eine Stunde vor dem Sonnenuntergang (apodeipnon), der die erste Stunde der Nacht war. Das Intervall zwischen Sonnenuntergang und Sonnenaufgang (nyx) war ebenfalls in zwölf Stunden unterteilt, die den zwölf römischen „Wachen“ (vigiliae) entsprachen.
Während beim römischen Kalender jedem Wochentag eine Gottheit zugewiesen wurde, nummerierten die Byzantiner die Tage. Nur der erste und der letzte Tagen der Woche erhielt eine christliche Konnotation. So war der erste Tag der „Tag des Herrn“ (Kyriake), gefolgt von deutera (Montag), trite (Dienstag), tetarte (Mittwoch), pempte (Donnerstag), paraskeve (Tag der Vorbereitung oder Freitag) und sabbaton (Samstag).
Da das Byzantinische Reich tief religiös war, war jeder Wochentag zudem einem Ereignis aus dem Leben Christi, der Theotokos oder einem Heiligen gewidmet, deren Gedenken nach und nach die heidnischen Feierlichkeiten ersetzte. Der Sonntag ersetzte somit den Tag der Sonne und markierte die Auferstehung Christi. Der Montag wurde anstelle des Mondes den Engeln Gottes gewidmet. Am Dienstag wurde der Kriegsgott Mars durch Johannes den Täufer, den Vorläufer („prodromos“) Christi, ersetzt und anstelle des Merkurs war der Mittwoch der Jungfrau Maria gewidmet. Der Donnerstag ersetzte den Feiertag des Jupiter und gedachte der Aposteln. Der Freitag ersetzte Venus und erinnerte an die Kreuzigung Christi, während der Samstag, der bis dahin der Tag des Saturn war, zum Gedenken an alle verstorbenen Heiligen und Gläubigen wurde.